# Wolfgang Graner
Wolfgang Graner (* 17. September 1951 in Dresden; † 31. Mai 1971 in Wiesenfeld) war ein Todesopfer an der innerdeutschen Grenze.

## Leben
Der gelernte Maurer Graner wurde im Mai 1970 zu den Grenztruppen der DDR eingezogen. Mit dem Dienstgrad eines Gefreiten war er in der Nacht vom 30. Mai zum 31. Mai 1971 als Postenführer eingesetzt. Gegen 1.30 Uhr schoss er in die Luft oder auf die Grenzanlagen, um seinen Posten Eberhard Cäzor einzuschüchtern, nachdem er vorher angekündigt hatte, in die Bundesrepublik Deutschland zu flüchten. Dieser schoss auf ihn und verletzte ihn so schwer, dass Graner kurz darauf starb. Graner hatte drei Monate zuvor Frank Möller erschossen, der die Grenze illegal in Richtung DDR überquert hatte.
Eberhard Cäzor wurde 1996 von der Staatsanwaltschaft wegen Totschlags angeklagt. 1997 sprach ihn das Landgericht Berlin frei, da dieses davon ausging, er habe gefürchtet, selbst erschossen zu werden.